# Marambat
Marambat (gaskognisch: Maramvath) ist eine französische Gemeinde mit 424 Einwohnern (Stand 1. Januar 2022) im Département Gers in der Region Okzitanien; sie gehört zum Arrondissement Auch und zum Gemeindeverband Artagnan de Fezensac.

## Geografie
Die Gemeinde Marambat liegt an einer Flussbiegung der Osse, rund 27 Kilometer nordwestlich der Kleinstadt Auch im Zentrum des Départements Gers. Sie gehört zum Weinbrandgebiet Armagnac.
Teil der Gemeinde sind der mit Vic-Fezensac zusammengewachsene Ort Marambat sowie einige Gehöfte.

## Geschichte
Der Ort ist nach einem Mann mit dem germanischen Namen Maran benannt. Um das Jahr 1000 entstand westlich des heutigen Dorfes auf einer Motte eine erste Festung. 
Nach der Reblauskrise, die die Weinberge zerstörte, zogen im 19. Jahrhundert viele Menschen fort. Die Mechanisierung der Landwirtschaft führte zu einer weiteren Abwanderung im 20. Jahrhundert. Marambat gehörte zur Region Comté de (Vic-)Fezensac innerhalb der Gascogne. Der Ort gehörte von 1793 bis 1801 zum District Condom, zudem von 1793 bis 1801 zum Kanton Lannepax, von 1801 bis 1843 zum Wahlkreis (Kanton) Eauze und von 1843 bis 2015 zum Kanton Vic-sur-Losse (späterer Name Vic-Fezensac).

## Bevölkerungsentwicklung
| Jahr                       | 1962 | 1968 | 1975 | 1982 | 1990 | 1999 | 2006 | 2012 | 2020 |
| Einwohner                  | 177  | 184  | 210  | 281  | 315  | 327  | 373  | 455  | 433  |
| Quellen: Cassini und INSEE |      |      |      |      |      |      |      |      |      |

## Sehenswürdigkeiten
- Kirche Saint-Mathieu
- Tour-Porte im alten Dorfzentrum
- Lavoir (ehemaliges öffentliches Waschhaus) in Le Hourmé
- mehrere Kreuze in Marambat, bei Capot und bei Espiet
- gefasste Quelle am chemin de la fontaine (Quellweg) am Westrand des Ortes Marambat